# Epidendrum amblostomoides
Epidendrum amblostomoides är en orkidéart som beskrevs av Frederico Carlos Hoehne. Epidendrum amblostomoides ingår i släktet Epidendrum och familjen orkidéer. Inga underarter finns listade i Catalogue of Life.